# استخراج (فیلم ۲۰۲۰)
استخراج (انگلیسی: Extraction) (در معنیِ: خارج کردن اضطراری فرد از وضعیت خطر) فیلم دلهره‌آور اکشن آمریکایی محصول ۲۰۲۰ به کارگردانی سم هارگریو (در نخستین تجربهٔ کارگردانی فیلمی بلند) و نویسندگی جو روسو است که بر اساس رمان گرافیکی Ciudad ساخته شد. کریس همسورث، رودراکش جیسوال، راندیپ هودا، پریانشو پاینیولی، گلشیفته فراهانی، پانکاج تریپاتی و دیوید هاربر از بازیگران فیلم هستند. در این فیلم، مزدور عملیات سیاه استرالیایی مأموریتی برای نجات پسر ربوده‌شدهٔ ارباب جنایتکار هندی در داکا، بنگلادش به عهده می‌گیرد، اما مأموریت زمانی که او مورد خیانت قرار می‌گیرد، به بیراهه کشیده می‌شود.
در سال ۲۰۱۸ اعلام شد این فیلم در دست توسعه قرار دارد و اقتباسی مستقیم از رمان گرافیکی چاپ سال ۲۰۱۴ است که برادران روسو قصد داشتند داستان آن را به روی پردهٔ سینما بیاورند. چند انحراف داستانی فیلم را از منبع اصلی رمان گرافیکی تفکیک می‌کند، با این حال داستان کلی تا حد زیادی حفظ شده‌است.
استخراج  در ۲۴ آوریل ۲۰۲۰ توسط نتفلیکس منتشر شد. نقش‌آفرینی‌ها (به‌ویژه همسورث)، فیلم‌برداری، تدوین و سکانس‌های اکشن مورد تحسین قرار گرفت، اما فیلمنامه‌نویسی انتقاداتی را به دنبال داشت. این فیلم در چهار هفته نخست بیش از ۹۹ میلیون بیننده داشت و به پربیننده‌ترین فیلم اورجینال در تاریخ نتفلیکس تبدیل شد. دنباله‌ای تحت عنوان استخراج ۲ در سال ۲۰۲۳ منتشر شد.

## خلاصه داستان
در دنیای زیرزمینی فروشندگان و قاچاقچیان سلاح، پسر یکی از بزرگ‌ترین قاچاقچیان در یکی از غیرقابل نفوذترین شهرهای جهان دزدیده می‌شود. پدر او برای نجاتش مزدوری با نام راک را استخدام می‌کند.

## مشروح داستان
اوی مهاجان جونیور، پسر یک قاچاقچی مشهور هندی به نام اوی مهاجان سینیور که در زندان به‌سر می‌برد، مخفیانه خانه را ترک می‌کند تا با دوستش به باشگاهی شبانه برود. در این مهمانی، آن‌ها برای کشیدن سیگار به پارکینگ می‌روند و آن‌جا با مأموران پلیس فاسدی مواجه می‌شوند که برای امیر آصف، قاچاقچی رقیب بنگلادشی، کار می‌کنند. آن‌ها دوست اوی را می‌کشند و خودش را می‌ربایند.
پس از این اتفاق، ساجو راو—ستوان‌سرهنگ پیشین نیروهای ویژهٔ ارتش هند و محافظ اوی جونیور—به دیدار اوی سینیور در زندان می‌رود. اوی سینیور که نمی‌خواهد برای آزادی پسرش باج بپردازد یا قلمروهایش را به آصف واگذار کند، به ساجو دستور می‌دهد پسرش را نجات دهد، و تهدید می‌کند اگر او امتناع کند، جان پسر خودش را خواهد گرفت.
تایلر رِیک، نظامی سابق نیروهای ویژهٔ استرالیا و اکنون مزدور، به‌دست همکارش نیک خان مأمور می‌شود تا اوی جونیور را از داکا، بنگلادش، نجات دهد. تیم تایلر و نیک برای انجام عملیات آماده می‌شوند و قرار است مزدشان را پس از تحویل اوی جونیور دریافت کنند.
تایلر موفق می‌شود اوی جونیور را نجات داده و ربایندگانش را بکشد، و او را به نقطهٔ خروج ببرد. وقتی آصف از فرار اوی آگاه می‌شود، به سرهنگ رشید، رئیس پلیس محلی، دستور می‌دهد تا داکا را فوراً قرنطینه کند و همهٔ پل‌ها و مسیرهای خروجی را ببندد. اما مشخص می‌شود حساب بانکی اوی سینیور مسدود شده و عملاً امکان پرداخت هزینه به مزدوران وجود ندارد.
ساجو برای نجات پسر و دور زدن مزدوران، اعضای تیم تایلر را می‌کشد و قصد جان تایلر را هم دارد. نیک یک بالگرد برای خروج تایلر در خارج از شهر تدارک می‌بیند و به او می‌گوید که چون قرارداد لغو شده، باید اوی را رها کند. اما تایلر که از رها کردن پسر خودش در گذشته به‌خاطر بیماری سرطان رنج می‌برد، حاضر به تکرار این کار نیست.
تایلر پس از گریختن از دست ساجو و نیروهای فاسد پلیس تاکتیکی داکا که در استخدام آصف هستند، با گروهی نوجوان خلاف‌کار روبه‌رو می‌شود که رهبری آن‌ها را پسرکی جاه‌طلب به نام فرهاد به‌عهده دارد. سپس با دوست قدیمی‌اش، گاسپار، نظامی آمریکایی بازنشسته که در داکا زندگی می‌کند، تماس می‌گیرد و شب را با او در خانه‌اش سپری می‌کنند.
گاسپار به تایلر می‌گوید که آصف برای سر اوی جایزهٔ ده‌میلیون‌دلاری تعیین کرده و پیشنهاد می‌دهد اگر تایلر اجازهٔ کشتن اوی را بدهد، در این جایزه شریکش کند. تایلر قبول نمی‌کند و با گاسپار درگیر می‌شود. گاسپار برتری پیدا می‌کند اما در نهایت توسط اوی با اسلحهٔ خودش کشته می‌شود. تایلر که اکنون تنها هدفش نجات اوی است، با ساجو تماس می‌گیرد و از او کمک می‌خواهد؛ این دو با هم متحد می‌شوند تا از داکا فرار کنند.
تایلر برای منحرف کردن نیروهای امنیتی، خود را فدای ساجو و اوی که لباس مبدل پوشیده‌اند می‌کند. نیک و باقی‌ماندهٔ تیمش از سوی دیگر پل وارد می‌شوند، در حالی‌که آصف از دور با دوربین نظاره‌گر است. درگیری شدیدی در می‌گیرد؛ ساجو به‌دست رشید کشته می‌شود و رشید نیز به‌دست نیک از پا درمی‌آید. تایلر مجروح به اوی دستور می‌دهد به‌سوی بالگرد نیک بدود. اما پیش از آن‌که خود تایلر بتواند برسد، از سوی فرهاد از ناحیه گردن هدف گلوله قرار می‌گیرد و پس از اطمینان از ایمنی اوی، به رودخانه سقوط می‌کند. نیک، اوی و تیم نجات به بمبئی می‌گریزند.
هشت ماه بعد، نیک در دست‌شویی‌ای آصف را می‌کشد. در همین حال، اوی که به زندگی عادی در بمبئی بازگشته، در استخر مدرسه تمرین نفس‌گیری می‌کند؛ صحنه‌ای که بازتابی از سکانس ابتدایی فیلم است که تایلر معرفی می‌شود. او وقتی از آب بیرون می‌آید، تصویری محو از مردی می‌بیند که به تایلر شباهت دارد و به او نگاه می‌کند.

## بازیگران
- کریس همسورث در نقش تایلر ریک، عضو گروه ویژه خدمات هوایی که به مزدور تبدیل شد
- رودراک جیزوال در نقش اوی، پسر جنایتکار معروف ماهاجان
- راندیپ هودا در نقش ساجو، عضو نیروی ویژه هند و نوکر ماهاجان
- گلشیفته فراهانی در نقش نیک، مزدور و شریک تایلر
- پانکاج تریپاتی در نقش ماهاجان
- دیوید هاربر در نقش گاسپار، هم تیمی سابق تایلر
- پریانشو پانولی در نقش امیر اسیف، جنایتکار بنگلادش کسی که اوی را دزدید
- آدام بسا در نقش یاز خان
- شاتاف فیگار در نقش سیلور هیرد کلونل، عضو نیروی نخبه بنگلادشی که برای امیر کار می‌کند
- سوراج ریکام در نقش فرهاد، یک پسر جوان که به نوکر امیر تبدیل می‌شود
- نها مهاجان در نقش نیسا، همسر ساجو
- سم هارگریو در نقش گاتن، مزدور و هم‌تیمی تایلر

## تولید
در ۳۱ آگوست ۲۰۱۸، اعلام شد که سم هارگریو فیلم را بر اساس فیلم‌نامه‌ای از جو روسو کارگردانی خواهد کرد. علاوه بر این، کریس همسورث قرار بود در این فیلم بازی کند. در نوامبر ۲۰۱۸، سایر بازیگران به فیلم ملحق شدند.
مراحل تولید از نوامبر ۲۰۱۸ در احمدآباد و بمبئی آغاز شد. سپس فیلم‌برداری در منطقه بن پونگ، راتچابوری، تایلند صورت گرفت.
بازیگران در ناکون پاتوم اقامت داشتند. تولید عمده در مارس ۲۰۱۹ به پایان رسید.عنوان کاری فیلم ابتدا داکا بود، اما به خروج از آتش تغییر یافت. سپس عنوان نهایی استخراج در ۱۹ فوریهٔ ۲۰۲۰ اعلام شد. مراحل تولید در بنگلادش توسط همان تیمی انجام شد که ساخت انتقام‌جویان: عصر اولتران را به عهده داشت.
هنری جکمن و الکس بلچر موسیقی متن فیلم را ساختند. این دو در فیلم ۲۱ پل با هم کار کرده بودند در حالی که برادران روسو تهیه‌کنندگی آن فیلم را به عهده داشتند. BMG موسیقی متن فیلم را منتشر کرده‌است. از ترانهٔ «با بی‌رحمی» (In Cold Blood) اثر گروه موسیقی ایندی راک انگلیسی آلت-جی برای تریلر رسمی استفاده شد.

## بازخورد

### آمار بینندگان
استخراج  در آخر هفتهٔ آغاز به کار، دارای بیشترین پخش در نتفلیکس بود؛ سپس در هفته دوم به رتبه ششم (اما سوم در میان فیلم‌ها) سقوط کرد. نتفلیکس تخمین زد که این فیلم در ماه اول انتشار توسط حدود ۹۰ میلیون خانواده تماشا خواهد شد که بزرگ‌ترین افتتاحیه در تاریخ این سرویس است. این فیلم در آخر هفته چهارم جولای به ۱۰ عنوان برتر بازگشت. در ژوئیه ۲۰۲۰، نتفلیکس اعلام کرد این فیلم در واقع توسط ۹۹ میلیون خانواده در چهار هفته نخست انتشار خود تماشا کرده‌است، که بیشترین تعداد برای یکی از فیلم‌های اورجینال این سرویس بوده‌است. در نوامبر، ورایتی گزارش داد که این فیلم تا آن زمان چهارمین عنوان پربیننده در سال ۲۰۲۰ بوده‌است.

### منتقدان
در وبگاه نقد و بررسی راتن تومیتوز، ۶۷٪ از ۲۱۴ بررسی منتقدین مثبت است و این فیلم میانگینِ امتیاز ۶٫۲/۱۰ را در اختیار دارد. اجماع این وبگاه چنین می‌نویسد: «بدلکاری تماشایی و اجرای هیجانی کریس همسورث نمی‌تواند استخراج  را از ضعف به‌وسیلهٔ خشونت بی‌هدفش نجات دهد.» این فیلم در متاکریتیک، که از میانگین وزنی استفاده می‌کند، بر اساس نظر ۳۵ منتقد امتیاز ۵۶ از ۱۰۰ را کسب کرده که نشان‌گر «نقدهای مختلط یا عادی» است.

## دنباله
در مهٔ ۲۰۲۰، گزارش شد که جو روسو برای نوشتن دنباله‌ای برای این فیلم استخدام شده بود، با این هدف که هم سم هارگریو و هم کریس همسورث بازگردند. در دسامبر ۲۰۲۰، برادران روسو گفتند که فراتر از دنباله، امیدوارند مجموعه‌ای از فیلم‌ها در دنیای استخراج بسازند تا نه تنها برخی از شخصیت‌های معرفی‌شده در فیلم اول را کشف کنند، بلکه به‌طور بالقوه یک جهان سینمایی را راه‌اندازی کنند. در ژانویه ۲۰۲۱، شایعه شده بود که برادران روسو نیز در حال کار بر روی یک داستان اصلی برای شخصیت راندیپ هودا در فیلم هستند.
در سپتامبر ۲۰۲۱، نتفلیکس یک تیزر تریلر برای استخراج ۲ منتشر کرد که نشان داد همسورث در نقش تایلر راک بازخواهد گشت.